# 大阪音楽大学音楽メディアセンター・楽器資料館
大阪音楽大学音楽メディアセンター・楽器資料館（おおさかおんがくだいがくおんがくめでぃあせんたー・がっきしりょうかん）は、大阪音楽大学が設置・運営している博物館。

## 概要
1967年４月に楽器資料室開設、1968年11月に楽器博物館と改称。2002年４月に音楽研究所・楽器博物館を統合して音楽博物館となる。2017年4月に100周年記念館の3階に移転し、大阪音楽大学メディアセンター・楽器資料館として開館。約2000点の所蔵楽器のうち1400点を常設展示、ならびに関連図書・文献資料、視聴覚資料を所蔵。展示コーナーには、大学創設者・永井幸次と大学の歴史に関する資料を展示。日本の伝統音楽・芸能に用いられる楽器の展示は、わが国屈指の規模を誇る。

## 来館案内
- 入館料：大阪音楽大学生以外は有料　豊中市民割引あり
- 開館時間：10:00 - 16:00
- 休館日：火〜金/日曜日・祝日・創立記念日(10月15日)・８月・年末年始
- 交通:阪急宝塚線庄内駅から徒歩10分の大学本部内、100周年記念館（K号館）3階。